# Recz
Recz (Reetz fino al 1945) è un comune urbano-rurale polacco del distretto di Choszczno, nel voivodato della Pomerania Occidentale.
Ricopre una superficie di 180,13 km² e nel 2005 contava 5 768 abitanti.